# Beatrice Primus
Beatrice Primus (* 12. September 1953 in Brașov; † 29. November 2019 in Puchheim) war eine deutsche Linguistin und von 1998 bis 2019 Professorin für Sprachwissenschaft des Deutschen am Institut für deutsche Sprache und Literatur I an der Universität zu Köln.

## Leben
Beatrice Primus wurde in Siebenbürgen geboren und wuchs zweisprachig auf.
Nach dem Abitur am Honterusgymnasium in Kronstadt studierte Beatrice Primus von 1975 bis 1980 an der Ludwig-Maximilians-Universität München (LMU) in München und legte dort ihr erstes Staatsexamen in den Fächern Germanistik und Anglistik ab.
1986 wurde Primus mit einer Arbeit zum Thema Grammatische Hierarchien promoviert (summa cum laude). Von 1980 bis 1995 arbeitete sie als Wissenschaftliche Angestellte für Germanistische und Theoretische Linguistik am Institut für Deutsche Philologie der LMU. Im Jahr 1995 habilitierte sie sich dort mit einer Arbeit zu Kasus und Thematischen Rollen, bevor sie von 1996 bis 1997 eine Professur für Deutsch als Fremdsprachenphilologie an der Ruprecht-Karls-Universität Heidelberg antrat, auf die 1997 bis 1998 eine Professur für Germanistische Linguistik an der Universität Stuttgart folgte.
Seit 1998 war Primus Inhaberin des Lehrstuhls für Sprachwissenschaft des Deutschen an der Universität zu Köln.
Von 2006 bis 2011 war Primus Vorsitzende des Wissenschaftlichen Beirats und des Internationalen Wissenschaftlichen Beirats des Instituts für Deutsche Sprache, Mannheim.
Seit 2003 war sie Vorsitzende des Begutachtungsausschusses für die Offermann-Hergarten-Preise und Mitglied des Begutachtungsausschusses für Projektanträge an die RheinEnergie-Stiftung.
Seit 2012 war sie Mitglied des Senats- und Bewilligungsausschusses für die Graduiertenkollegs der Deutschen Forschungsgemeinde (DFG) und ordentliches Mitglied der Deutschen Akademie für Sprache und Dichtung.

## Wirken
Die Schwerpunkte von Beatrice Primus in Forschung und Lehre waren die Experimentelle Linguistik (insbesondere Syntax, Semantik und Pragmatik), Schriftsysteme und Medialität von Sprache, Grammatiktheorie sowie Fragestellungen im Umfeld von Kasus, semantischen Rollen und grammatischen Relationen. Im Bereich der Schriftsysteme steht einerseits die Interpunktion im Gegenwartsdeutschen, in anderen Sprachen und auf historischen Sprachstufen des Deutschen im Zentrum des Interesses und andererseits die Genese und Entwicklung der Buchstabenformen des modernen Römischen Alphabets.
Als Mitantragstellerin des Internationalen Forschungskollegs „Morphomata: Genese, Dynamik und Medialität kultureller Figurationen“ bearbeitete Primus seit 2009 den Projektbereich „Medialität von Sprache – Genese und Dynamik von Schriftsystemen“.
Im Jahre 2002 war Primus als Projektleiterin des Teilprojekts B10 „Synchrone und diachrone Kasusvariation bei psychischen Verben“ des Sonderforschungsbereich (SFB) 282 „Theorien des Lexikon“ der Deutschen Forschungsgemeinschaft (DFG) tätig.
2007 koordinierte Primus als federführende Organisatorin der sprachwissenschaftlichen Abteilung „Kosmos der Schriftzeichen“ die Ausstellung „Kosmos der Zeichen – Schriftbild und Bildformel in Antike und Mittelalter“ im Römisch-Germanischen Museum Köln.
Primus war Herausgeberin der Zeitschrift Written Language and Literacy (John Benjamins, Amsterdam/Philadelphia) und der Buchreihe Linguistische Arbeiten (de Gruyter, Berlin/New York). Zudem war sie Mitglied des Gutachterrats der Zeitschrift für Sprachwissenschaft (de Gruyter, Berlin/New York).

## Publikationen (Auswahl)
- Grammatische Hierarchien. Eine Beschreibung und Erklärung von Regularitäten des Deutschen ohne grammatische Relationen (= Studien zur theoretischen Linguistik. Band 7). Fink, München 1987, ISBN 3-7705-2489-6 (Zugl.: München, Univ., Diss., 1986).
- Cases and thematic roles. Ergative, accusative and active (= Linguistische Arbeiten. Band 393). Niemeyer, Tübingen 1999, ISBN 3-484-30393-X; Online-Nachdruck: De Gruyter, Berlin/Boston 2010, ISBN 3-11-091246-5.
- Semantische Rollen (= Kurze Einführungen in die germanistische Linguistik. Band 12). Carl Winter, Heidelberg 2012, ISBN 978-3-8253-5977-5.